# Josif Staljin
Josif Visarionovič Staljin, ili Iosif Besarion (Soso) Džugašvili (gruzijski: Iosseb (Soso) Besarionis dze Džugašvilii, იოსებ  (სოსო) ბესარიონის ძე ჯუღაშვილი, ruski: Иосиф Виссарионович Сталин) (Gori, Gruzija, 18. prosinca 1878. – Moskva, 5. ožujka 1953.), bio je sovjetski političar, državnik te komunistički diktator.
U doba njegove vladavine Sovjetski Savez se razvio iz nazadne poljoprivredne zemlje u svjetsku silu. Unatoč napredovanju Sovjetskog Saveza, on je bio odgovoran za smrt oko 8,7 do 9 milijuna ljudi od čega je oko 6 milijuna namjerno ubijeno.   Napravio je mnoge čistke u Crvenoj armiji i time joj smanjio borbenu moć. Kao ključni partner Nacionalsocijalističke Njemačke kroz Pakt Hitler-Staljin, a kasnije kao partner zapadnih saveznika imao je odlučujući utjecaj na početak i tijek Drugog svjetskog rata te poslijeratno oblikovanje Europe. Tijekom njegove vladavine, ubijeno je 1.5 do 1.7 milijuna ljudi u gulazima i tijekom političkih progona diktatorske vlasti te od posljedica i zabluda ekonomske politike. Glavni je krivac za Holodomor, u kojem je isplaniranim genocidom, ubio od tri do pet milijuna Ukrajinaca. Izjava „Smrt jednog čovjeka je tragedija, smrt milijuna- statistika” se često krivo pripisuje njemu, iako ju je zapravo izrekao pisac Erich Maria Remarque.

## Djetinjstvo
Otac mu je bio postolar Visarion Ivanović (gruzijski: ბესარიონ ჯუღაშვილი), rodom iz grada Gori u Tifiliskoj guberniji, a podrijetlom seljak iz sela Didi-Dilo, a mati Ekaterina Geladze (gruzijski: ეკატერინე გელაძე), iz kmetovske obitelji Geladzea iz sela Gambareulija, bila je Gruzijka po nacionalnosti.
Gruzijski revolucionarni marksist (kasnije je sam dodao Visarionovič imenu oca) i poslije doživotni diktator SSSR-a (1928. – 1953.) rođen je 18. prosinca 1878. godine u mjestu Goriju (Tifilska gubernija) kao sin postolara i bivšeg kmeta. Oba roditelja nisu govorila ruski jezik, ali ga je Staljin naučio dok je pohađao višu vjersku školu u rodnom mjestu. Bio je i student teologije u pravoslavnom sjemeništu u Tbilisiju iz kojeg je izopćen 1899. godine jer se godinu dana ranije (1898.) pridružio ilegalnoj Ruskoj socijaldemokratskoj radničkoj stranci. Za pohađanje sjemenišne škole Soso (to mu je bio nadimak u školi) dobio je stipendiju kao najbolji učenik u cijeloj školi.

## Revolucionar
Karijeru revolucionara započeo je kao propagandist među željezničarskim radnicima u Tbilisiju. Policija ga je 1902. godine uhitila u Batumiju da bi proveo više od godine dana u zatvoru, nakon čega je protjeran u Sibir odakle je pobjegao 1904. godine. Da ne bismo nabrajali sva njegova uhićenja, spomenut ćemo da je između 1902. i 1913. godine Staljin uhićen osam i protjerivan sedam puta, a ukupno šest puta uspio je pobjeći. Njegov zadnji izgon dogodio se 1913. godine i trajao je sve do 1917. godine. Po povratku iz Sibira 1904. godine Staljin se vjenčao. Njegova prva supruga Jekaterina Svanidze umrla je 1910. godine. Druga supruga Nadežda Alilujeva, s kojom se oženio 1919. godine počinila je samoubojstvo 1932. godine.
U zadnjim godinama carske Rusije od 1905. do 1917. godine Staljin je bio više sljedbenik nego vođa. Uvijek je podržavao boljševičku frakciju unutar stranke, ali njegov je doprinos bio više praktični nego teoretski. Usprkos svojoj odanosti Lenjinu, smatrao je pomirenje s menjševicima vrlo važnim za ostvarenje marksističke revolucije, zbog čega je nekoliko puta došao u sukob s Lenjinom i Trockim. Godine 1907. pomogao je u organizaciji prepada banke u Tbilisiju da bi izvlastili fondove. Vođa boljševika Lenjin u to vrijeme kooptirao ga je u boljševički Centralni komitet. Naredne godine nakratko je bio urednik partijskog lista Pravda (hrv. Istina), a na Lenjinov poticaj napisao je svoje prvo veliko djelo: Marksizam i nacionalno pitanje. Nakon ruske revolucije u veljači 1917. godine Staljin se vratio u Petrograd (sada: Sankt Peterburg), gdje je nastavio uređivati partijski list. Zajedno s Levom Kamenevim Staljin je dominirao pri donošenju partijskih odluka, sve do Lenjinova dolaska u travnju. Politiku suradnje s privremenom vladom koju su njih dvojica vodili, Lenjin je odbacio.

## Uspon na vlast
Iako bez osobite uloge u pripremi Oktobarske revolucije ušao je u sovjetsku vladu kao komesar za neruske narodnosti te postao član Politbiroa Komunističke partije 1917. godine. Zajedno s Jakovom Sverdlovim i Leonom Trockim pomogao je Lenjinu riješiti sva goruća pitanja u teškim vremenima građanskog rata. Staljin je u građanskome ratu sudjelovao i kao zapovjednik na nekoliko bojišnica. Godine 1922. postao je generalni sekretar Komunističke partije. Nakon Lenjinove smrti Staljin je sa Zinovjevim i Kamenevim vodio zemlju. S tim privremenim saveznicima Staljin je napao Trockog, kandidata s najviše šansi da naslijedi Lenjina. Kada je uklonio Trockoga, Staljin je promijenio smjer udružujući se s Nikolajem Buharinom i Aleksejem Rikovim protiv Zinovjeva i Kameneva. Do svoga pedesetog rođendana 1929. godine Staljin je učvrstio svoj položaj na mjestu Lenjinova nasljednika.

### Industrijalizacija
Kritike koje padaju na račun Staljina dolaze prije svega zbog milijuna ubijenih stanovnika Sovjetskog Saveza između razdoblja kasnih dvadesetih i kasnih tridesetih godina dvadesetog stoljeća. Prvu rundu tih pokolja čini postupak ubrzane industrijalizacije. Budući da Sovjetski Savez nije imao financijskih sredstava za gradnju industrije, Staljin naređuje oduzimanje ljetine od seljaka nakon čega bi se ona prodavala na svjetskom tržištu da bi se skupio novac za kupnju tvorničkih strojeva. Tijekom tih događaja koji počinju 1928. godine, ali se događaju prije svega u razdoblju 1931. – 1934. godine procjenjuje se da je umrlo prije svega od gladi deset milijuna ljudi, jer toliki ih broj nedostaje na popisu stanovništva iz 1937. godine Ukrajinci su to crno razdoblje, kad ih je umrlo od gladi 3.5 milijuna, nazvali Gladomor. Da je situacija u južnom SSSR-u postala očajna, vlada u Moskvi znala je još 1933. godine kada izdaje naređenje da se spriječi odlazak ljudi iz toga područja u druge dijelove zemlje zbog širenja "proturevolucionarnih" laži. Ipak, pravo iznenađenje dolazi iz popisa stanovništva 1937. godine kad, čuvši rezultat, Staljin izražava realni užas i naređuje vršenje novog popisa koji će prikazati povoljniji rezultat za državu.
Staljin je realno znao da će doći do gladi, ali ne takvog pomora, što ga ipak ne oslobađa odgovornosti. Koju godinu kasnije u svom, na zapadu poznatom, govoru tvrdi:
"Smrt jednog čovjeka je tragedija, smrt milijuna – statistika".
Njegov drugi govor na početku prve petoljetke kraljem dvadesetih godina dvadesetog stoljeća pokazao se potpuno istinit:
"U deset godina mi moramo dostići Europu ili nas neće biti."
Ovom ubrzanom industralizacijom Sovjetski Savez uvećao je industrijsku proizvodnju za nekoliko tisuća posto. Država koja je 1922. godine posjedovala samo 13 posto industrijskih kapaciteta zaostale carske Rusije, 1941. godine druga je svjetska industrijska sila. Bez toga bi SSSR izgubio Drugi svjetski rat.

### Partijske čistke
Staljinov razlog za ciljane čistke u tridesetim godinama možemo naći u partijskom kongresu koji se dogodio tijekom siječnja 1934. godine. Tijekom tadašnjeg glasovanja o kandidatima za Centralni komitet, Staljin je dobio najviše negativnih glasova od svih kandidata. Osoba koja na ovom zasjedanju dobiva najmanje kritike u tajnom glasovanju jest Sergej Kirov koji na ovaj način postaje konkurent za vlast. Smrt popularnog Kirova u atentatu 1. prosinca 1934. godine dovodi do početaka čistki "proturevolucionarnih" elemenata. Proći će više od godine dana prije nego što ove početne čistke stignu do razine masovnih uhićenja i likvidacija koje se događaju između 1936. – 1939. godine. Prvobitna oštrica ovih akcija bila je usmjerena na članove partijskog kongresa iz 1934. godine (pogubljeno njih 90 posto) i bivše, sada već umirovljene političke protivnike (Zinovjev, Kamenev, Tomski, Rikov, Buharin), ali ona je tamo ostala. Najveći je broj žrtvi na kraju izazvala tajna služba uredbama da se u svakoj općini mora naći i uhititi točno određeni broj "narodnih izdajnika". Većina tako privedenih ljudi bila je potpuno nevina za zločine zbog kojih su osuđeni. Procjenjuje se da je ukupan broj žrtava u ove kratke 3 godine bio 2 milijuna. Bez obzira na ovaj masovni broj smaknutih ljudi, dugotrajnu najveću štetu donijelo je likvidiranje rukovodećih vojnih kadrova (Tuhačevski, Bliher i dr.) što prouzročuje katastrofalne posljedice u vrijeme početka rata.

### Drugi svjetski rat
Napad Njemačke na Sovjetski Savez prouzročio je na svom samom početku kratki živčani slom kod Staljina koji se desetak dana isključio od svijeta. U trenutku kada su se napokon Molotov, Berija i drugi dužnosnici usudili doći u njegovu sobu, on ih je samo pitao jesu li ga došli pogubiti zbog štete nanesene domovini. Prvi javni nastup Staljin je imao 3. srpnja 1941. godine. Razloge takvomu razmišljanju nije teško uočiti. Veliki početni njemački uspjesi, prije svega u zraku, posljedica su toga što se sovjetske zračne snage nisu nalazile u svojim napadačkim pozicijama prema protivniku, jer je savezništvo SSSR-a i Njemačkoga Reicha bilo na snazi do 22. lipnja 1941. godine. To je u prijevodu značilo da njemačko zrakoplovstvo može napasti i uništiti sovjetske zračne baze. Rezultat toga bilo je gotovo potpuno uništenje sovjetskih zračnih snaga.
Sreća se u ratu na kraju okrenula na stranu Staljina jer je on, za razliku od Hitlera, slušao savjete svojih generala. Tipična razlika koja donosi pobjedu između njih dvojice nalazila se u pristupu. Staljin bi na sastanku s vojnim rukovodstvom izdao naređenje i onda ga povukao ako bi se njemu suprotstavili generali. Hitler je smatrao da je uvijek u pravu. Tijekom vođenja ovog rata velik broj politički postavljenih generala već je do 1942. godine bio smijenjen sa svoje dužnosti i zamijenjen možda manje politički podobnima, ali sposobnijim vojnicima. Nijedan nesposoban general na kraju nije ostao na svom prvobitnom položaju, bez obzira na prijateljstvo s vođom Sovjetskog Saveza. 
Tijekom rata ovaj vođa svjetskog komunizma nikoga nije štedio, tako da mu je i sin poginuo za domovinu.
Kraj rata nalazi Sovjetski Savez teritorijalno proširen sa skupom satelitskih država između sebe i kapitalističkog zapada. Odgovoran je za masovne zločine počinjenje od strane crvene armije, a kao najgori i najodvratniji zločini spadaju masovno silovanje najmanje 2 milijuna njemačkih žena tijekom kraja rata i poslije rata, te odluka o prisilnom radu Nijemaca nakon kraja rata. Od 1944. – 1956. godine milijun Nijemaca i Njemica izgubili su svoje živote na prisilnom radu u koncentracijskim logorima diljem Staljinovog carstva. Za te zločine do dana današnjeg nitko nije odgovarao.
S druge strane, u ratu je poginulo oko 16 milijuna sovjetskih civila te još najmanje 10 milijuna vojnika, što na frontu, što u zarobljeničkim logorima.
Kraj rata SSSR je dočekao s oslabljenom industrijom i gotovo uništenom poljoprivredom u zapadnim područjima, što je jedan od uzroka gladi 1946. godine, zajedno s ponovnom prisilnom kolektivizacijom.

## Zadnje godine
Zbog nastojanja da svojoj politici podredi nove socijalističke zemlje i njihove komunističke stranke te time nametne svoju volju cijelom komunističkom pokretu, izazvao je 1948. godine sukob s jugoslavenskim komunistima (tzv. Rezolucija Informbiroa protiv KP Jugoslavije). To je prouzročilo udaljavanje Jugoslavije od komunističkog bloka i približavanje Zapadu.
Posljednje godine svoje vladavine, u siječnju 1953. godine naredio je uhićenja mnogih moskovskih liječnika, uglavnom Židova, javno ih optužujući za zavjeru s SAD-om da ubiju vrhušku Komunističke partije. Perpetuirala se i paranoja o nuklearnom napadu SAD-a na Moskvu. Činilo se kako se sprema repriza Velikog terora iz sredine tridesetih godina 20. stoljeća jer je Kremlj u veljači naredio izgradnju četiriju velikih zatvoreničkih logora, po svemu sudeći za građane židovskog podrijetla za koje se vjerovalo da po nalogu SAD-a žele ubiti njega i uništiti Sovjetski Savez.
Plan o masovnom zatvaranju prekinula je Staljinova smrt 5. ožujka. Višednevna agonija počela je kada je nađen bez svijesti u kasno jutro 1. ožujka, a nakon cjelonoćne večere s četvoricom drugova iz Politbiroa: Berijom (šefom tajne policije), Maljenkovom (Staljinovim izravnim nasljednikom), Hruščovom (budućim predsjednikom) i Bulganjinom. Prvi su liječnici pozvani na daču tek dan poslije. Analizom dokumenata iz tog doba, nekih poprilično uljepšanih,  zapadni povjesničari i liječnici zaključili su da su želučano krvarenje i moždani udar mogli biti posljedica trovanja antikoagulansom varfarinom. Kao mogućeg izvršitelja navodi se Beriju koji je, prema memoarima Hruščova iz 1970. godine, Molotovu, također članu Politbiroa, izjavio da ga se on riješio i tako ih sve spasio.
Liječnik Aleksander Mijasnikov, koji je bio kraj Staljina na njegovoj samrtnoj postelji, tvrdi da je nakon obdukcije otkrio da je diktator bolovao od "teškog slučaja ateroskleroze u mozgu", te da je ova bolest, koja se razvijala godinama, "utjecala na njegovo zdravlje, karakter i odluke koje je donosio."
Tri godine nakon Staljinove smrti Nikita Hruščov ga je na 20. partijskom kongresu optužio za zločine protiv Partije i izgradnju kulta ličnosti.

## Nasljednici
Neočekivana Staljinova smrt bacila je vrh komunističke partije u rasulo jer je njegov određeni nasljednik Andrej Ždanov umro još 1948. godine. U borbi za vlast učinilo se na prvi pogled da je pobjedu ostvario Georgij Maksimilijanovič Maljenkov koji 1953. godine ima podršku KGB-a, ali već dvije godine kasnije on gubi svoj položaj u korist Nikite Hruščova koji ga smjenjuje, uz pomoć protustaljinističkih snaga.
Glavna osoba tijekom desetogodišnje borbe za nasljedstvo Staljina koja potom usljeđuje postaje Mihail Suslov. Moć koju posjeduje 1953. godine na svojoj poziciji šefa propagande on koristi za kadrovske promjene na svim razinama. Budući da nije posjedovao ambicije za izravno vladanje državom, on prvo pomaže Nikiti Hruščovu da stupi na vlast, samo da bi 1964. godine postao pokretač njegova smjenjivanja i postavljanja na čelo države Leonida Brežnjeva na čelo države. Do svoje smrti 1982. godine Suslov je glavni, nedodirljivi ideolog komunističke partije Sovjetskog Saveza što ga čini Staljinovim nasljednikom. Jurij Andropov i Mihail Gorbačov, koji su bili njegovi ljudi, postaju vođe Sovjetskog Saveza nekoliko godina nakon Suslove smrti.
| Prethodnik Vladimir Lenjin | Vođa Sovjetskog Saveza 1924. – 1953. | Nasljednik Georgij Malenkov |

| Prethodnik Vjačeslav Molotov | Premijer Sovjetskog Saveza 1941. – 1953. | Nasljednik Georgij Malenkov |

## Vanjske poveznice
- O Staljinovoj smrti "Tajni dokumenti otkrivaju da je Staljin otrovan" – studija časopisa Pravda (rus.)
- Lav Trocki: Izdana revolucija (engl.) (engl.)
- Smrtna kazna u Staljinovo vrijeme – procjenjivanje (engl.)
- Modern History Sourcebook: Staljinov odgovor Churchillu 1946.  Arhivirana inačica izvorne stranice od 15. rujna 2014. (Wayback Machine) (engl.)
- Staljin i kult ličnosti (engl.)
- Staljinistovo pobijanje Hruščovljeva Tajnog govora, 1956. (engl.)
- Spartacus Educational: Staljinova biografija (engl.)
- Stalinka: digitalna staljinska knjižnica. (engl.)